# Saint-Hilaire-Peyroux
Saint-Hilaire-Peyroux är en kommun i departementet Corrèze i regionen Nouvelle-Aquitaine i de centrala delarna av Frankrike. Kommunen ligger  i kantonen Tulle-Campagne-Nord som tillhör arrondissementet Tulle. År 2022 hade Saint-Hilaire-Peyroux 997 invånare.

## Befolkningsutveckling
Antalet invånare i kommunen Saint-Hilaire-Peyroux
Referens:INSEE

## Galleri

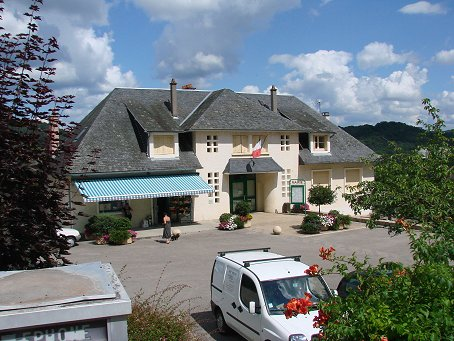
Rådhuset
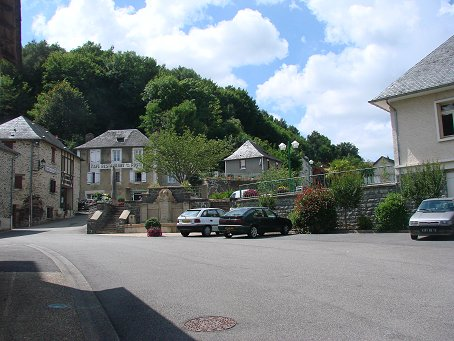
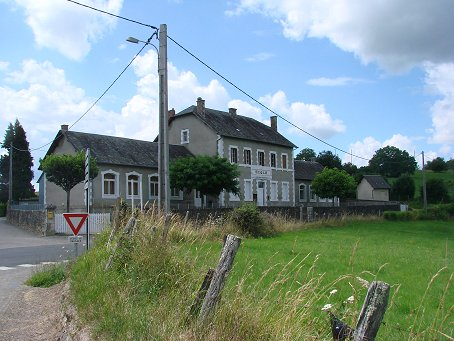
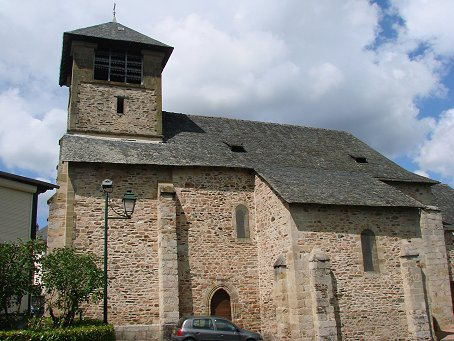
Kyrkan
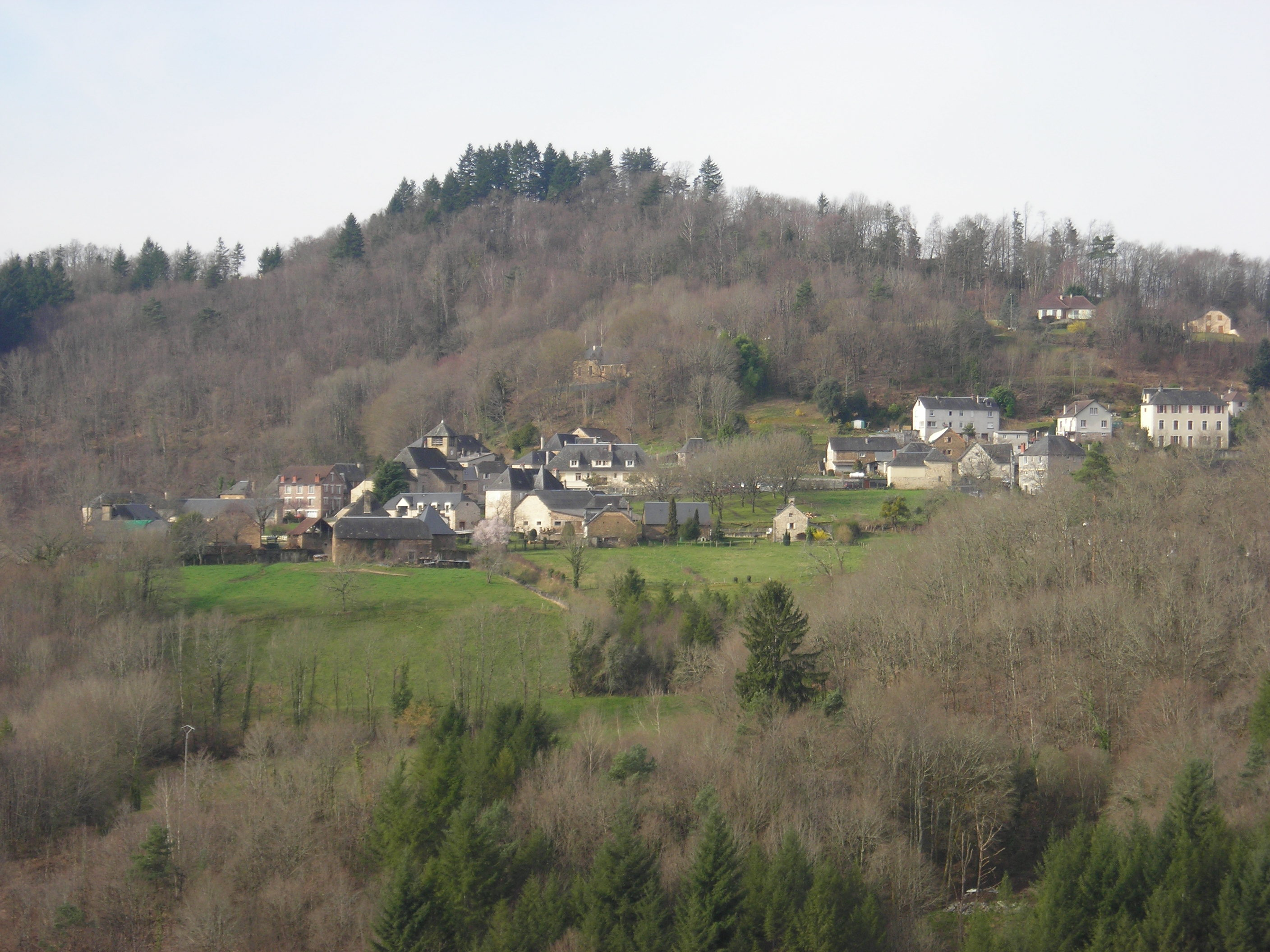